# Alosa suworowi
Alosa suworowi är en fiskart som först beskrevs av Berg, 1904.  Alosa suworowi ingår i släktet Alosa och familjen sillfiskar. Inga underarter finns listade i Catalogue of Life.